# Bahnpost (Frankreich)

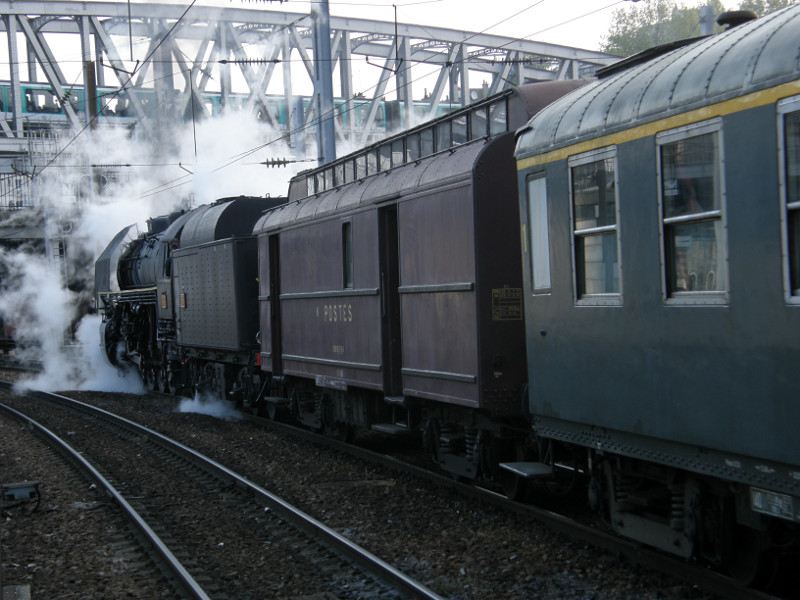
Bahnpostwagen in Paris, Bildmitte (Foto 2009)

Die erste Bahnpost in Frankreich wurde am 16. Juli 1846 auf der Strecke Paris–Rouen aufgenommen.
Zwischen Oktober 1984 und 2015 gab es einige TGV-Hochgeschwindigkeitszüge unter dem Namen „TGV postal“, die komplett für die Postbeförderung eingerichtet waren. Sie ersetzten die in Reisezügen mitgeführten Bahnpostwagen beispielsweise auf der Route Paris–Lyon. Ursprünglich sollte das TGV-postal-Netz in das benachbarte Ausland verlängert werden. In den Zügen findet nur noch ein Transport und keine Unterwegs-Bearbeitung mehr statt.